# Idea diabolica
Idea diabolica är en fjärilsart som beskrevs av Hans Fruhstorfer 1910. Idea diabolica ingår i släktet Idea och familjen praktfjärilar. Inga underarter finns listade i Catalogue of Life.